# Natale Monopoli
Natale Monopoli (Venezia, 28 maggio 1975) è un pallavolista italiano, palleggiatore della Porto Robur Costa.

## Carriera

### Club
La carriera di Natale Monopoli comincia nel 1997 quando entra a far parte del Centro Sportivo Libertas Scorzè, in Serie C; la stagione successiva passa alla Pallavolo Fossò in Serie B2. Nella stagione 1999-00 fa il suo esordio nella pallavolo professionistica, ingaggiato dal Sempre Padova, in Serie A1; tuttavia nell'annata successiva torna a giocare nelle categorie inferiori, in Serie B1, nell'Albisola.
Dopo una stagione con il Piacenza, in massima serie, nella stagione 2003-04 viene ingaggiato dal Südtirol di Bolzano, club con il quale milita per due annate in Serie A2.
Nella stagione 2005-06 si trasferisce nella Lube di Macerata dove milita per cinque stagione consecutive, ottenendo numerosi successi come la vittoria del campionato, di due Coppe Italia, due Supercoppe italiane ed una Coppa CEV. Dopo una stagione in Serie A2 nel Lupi Santa Croce, con la quale si aggiudica una Coppa Italia di categoria, per il campionato 2011-12 torna nuovamente nella squadra marchigiana, che nel 2014 si trasferisce definitivamente a Treia, dove resta per quattro annate, laureandosi due volte campione d'Italia, oltre ad aggiudicarsi per due volte la Supercoppa italiana.
Nella stagione 2015-16 prende parte al campionato di Serie A2 con la Tuscania, categoria dove resta anche nell'annata 2016-17 passando alla neopromossa Marconi di Spoleto e nelle due stagioni successive con il Potentino. Dalla stagione 2019-20 milita in Serie A3 difendendo per due annate i colori del Macerata e, nel campionato 2021-22, quelli del Castellana di Montecchio Maggiore. Nell'annata 2022-23 ritorna in serie cadetta con la Porto Robur Costa.

## Palmarès

### Club
- Campionato italiano: 3

2005-06, 2011-12, 2013-14
- Coppa Italia: 2

2007-08, 2008-09
- Supercoppa italiana: 4

2006, 2008, 2012, 2014
- Coppa Italia di Serie A2: 1

2011-12
- Coppa CEV: 1

2005-06